# 颱風查特安
台风查特安（在菲律宾又名台风格洛丽亚）是密克罗尼西亚联邦楚克州历史上致死人数最多的自然灾害。系统于2002年6月28日在密克罗尼西亚联邦附近成形，之后多天一直蜿蜒行进并在当地产生暴雨。楚克州的24小时最高降雨量达506毫米，超过当地月均降雨总量。降水引发深度达1.5米的洪水，导致岛上各地发生多起山体滑坡，密克罗尼西亚联邦所受损失总额超过1亿美元。
袭击密克罗尼西亚联邦后，查特安逐渐增强并开始向西北方向前进。7月4日，台风的风眼从关岛以北近海掠过，风眼墙则在该岛上空经过并降下暴雨。关岛南部的降雨量最高，达536毫米，引发的洪灾和山体滑坡导致1994套房屋不是被毁就是受损严重。整个关岛一共受到价值6050万美元的破坏，还有23人受伤。气旋还在北马里亚纳群岛的罗塔岛产生阵风和小雨。7月8日，风暴达到风力时速175公里的最高强度，然后在转向北上期间逐渐减弱，降级成热带风暴后于7月10日吹袭日本东部。查特安在日本产生暴雨，最高降雨量为509毫米，导致1万零270套房屋被淹，该国一共受到约五亿美元的经济损失。
风暴名称“查特安”源自关岛查莫罗语，有“下雨天”之意。菲律宾大气地球物理和天文服务管理局在台风行进至该国附近时以“格洛丽亚”为其命名。

## 气象历史
2002年6月27日，季风槽在澎贝岛西南海域催生出热带扰动。系统当天快速组织，联合台风警报中心于协调世界时20点发布热带气旋形成警报。6月28日清晨，日本气象厅将位于密克罗尼西亚联邦莫特洛克群岛附近的系统归类为熱帶低氣壓，联合台风警报中心也在几乎同一时间开始针对气旋发布公告。6月29日清晨，联合台风警报中心将系统归类成第08号热带风暴，日本气象厅也在不久后把系统升级成热带风暴并以“查特安”（Chataan）命名。气旋起初向西北方向移动，之后转向东进，再于6月30日因北侧的副热带高压脊影响回转向西北方向前进。风暴此时尚未同季风槽完全分离，所以行进路线很不规则。6月30日当天，查特安已稳步增强至强烈热带风暴标准，其10分钟持续风速为每小时95公里。
次日，气旋风速短暂降至每小时85公里，但从密克罗尼西亚联邦楚克州的维诺近海掠过后很快就于7月3日开始稳步强化。当天下午18点，联合台风警报中心认定查特安已成为台风，日本气象厅则在约24小时后跟进，把正从东南方向逼近关岛的风暴升级成台风。7月4日晚21点30分左右，气旋的风眼用约两小时时间从关岛北部经过，风眼中心则在该岛以北近海掠过。

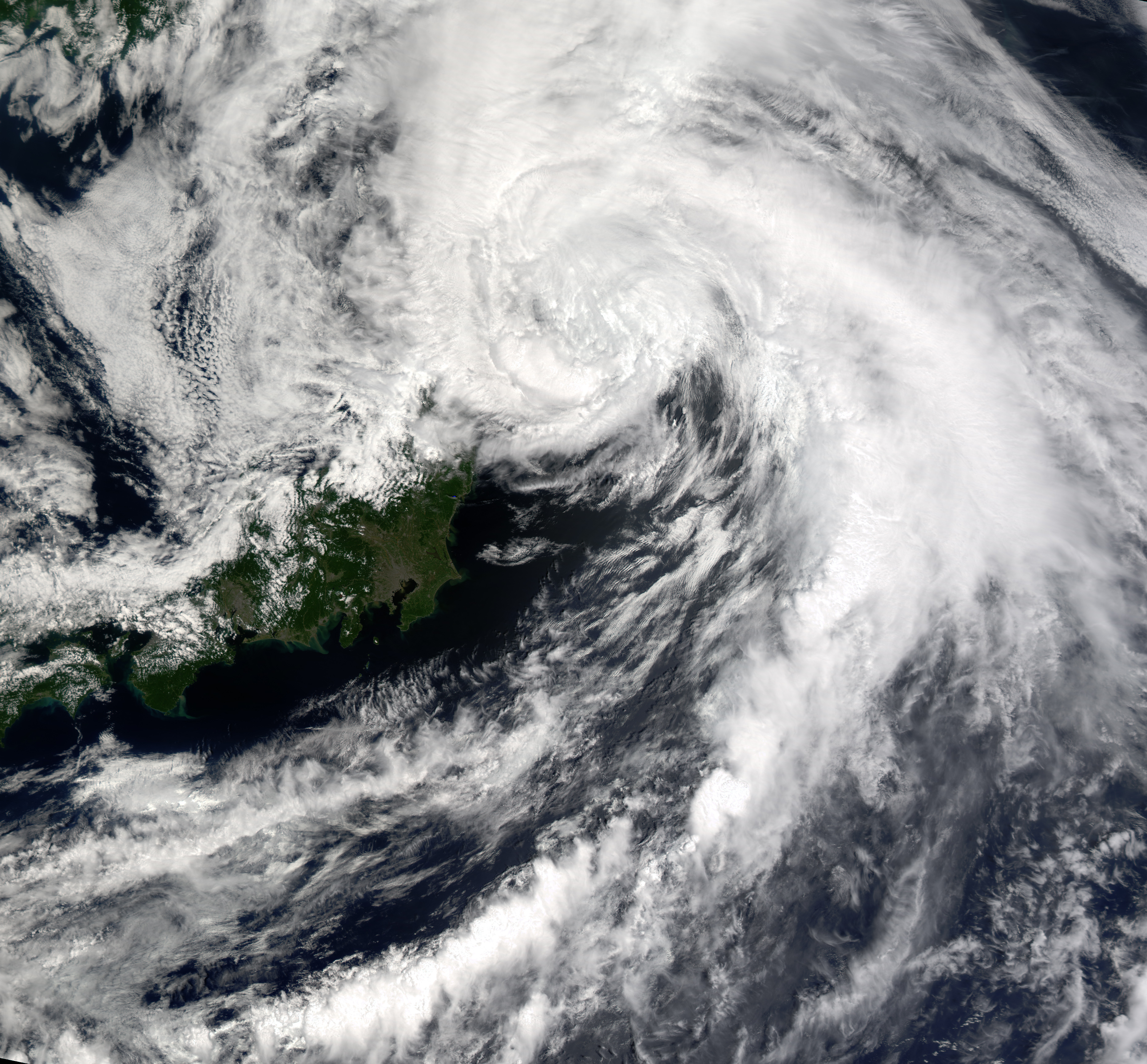
正冲击日本东部的台风查特安

袭击关岛后，查特安继续向西北方向移动并逐渐增强。7月8日凌晨0点，风暴在日本冲之鸟岛附近达到10分钟持续风速每小时175公里的最高强度。联合台风警报中心则判断台风在约6小时前就已达到1分钟持续风速每小时240公里的最高强度，认为查特安已达超强台风标准。7月8日，围绕副热带高压脊移动的气旋转向北上，在最高强度下保持了约18小时。7月19日，风暴转朝东北方向移动，并于当天减弱成强烈热带风暴。7月10日下午15点30分左右，查特安以10分钟风力时速约100公里强度从本州登陆房总半岛。气旋接下来又短暂进入海面上空，再于7月11日中午12点从北海道东部登陆，是28年来首次有热带气旋在7月登陆北海道。数小时后，查特安在鄂霍次克海转变成温带气旋，系统残留接下来两天几乎没有移动，最终于7月13日在库页岛附近逐渐消散。

## 防灾措施及影响

### 密克罗尼西亚联邦
早在形成阶段，尚同季风槽连接期间，查特安就在大范围地区产生狂风暴雨，密克罗尼西亚联邦的波纳佩州和楚克州因此受到影响。气旋从楚克州近海掠过，产生时速82公里的阵风。由于风暴移动速度缓慢，结构又呈长条状，楚克州在查特安来袭前一天就降下瓢泼大雨。大规模的季风槽产生持续性大风，令相应海域的潮汐和海浪普遍比正常水平高0.3米。气旋产生的降水影响最大，楚克州气象局在前后13天内测得的降雨总量高达954毫米。维诺岛是该州24小时降雨量最高的所在，达506毫米之多，12小时降雨量也有361毫米，比该气象局测得的月度平均降雨量还高。
楚克州有多条输电线缆因狂风中断，强烈的海潮还将沿海建筑及海堤摧毁。岛上各地因降水引发严重洪灾，部分地区的积水有1.5米深，引发至少30场泥石流灾害，夺走47条人命。查特安由此成为楚克州有纪录以来最致命的自然灾害。崩落的山体深度达4.6米，多座采用锡铁皮和混凝土建造的民宅因此被毁，许多人被埋或是被冲入海中。泛滥的海水污染岛上地下水之余，还摧毁了大部分农作物。楚克州有许多道路和桥梁受损，多条线缆因狂风中断，导致各岛间通讯中断。楚克州各地共因这场风暴导致约1000套民居被毁，约有1000人流离失所，还有约100人受伤。
查特安还对邻近的波纳佩州构成影响，努库奥罗环礁的风速为每小时72公里，摧毁一套房屋和一间气象站。努库奥罗环礁的降雨量达457毫米，恩盖蒂克环礁也受到狂风暴雨和强烈海浪的冲击。波纳佩州有1人因海况恶劣丧生。密克罗尼西亚联邦的农作物损失总额约为300万美元，总体财物损失估计达1亿美元，其中大部分都发生在楚克州。

### 关岛

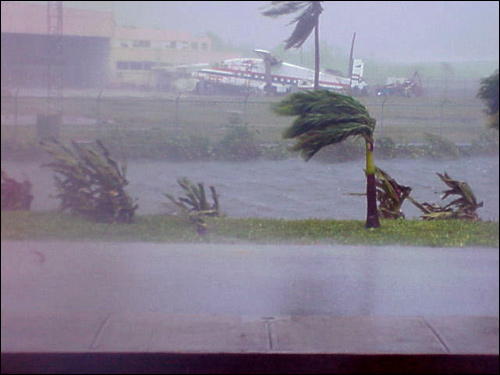
台风查特安在关岛产生狂风暴雨

关岛在查特安来袭前取消美国独立日庆典活动，许多居民前去购买抗灾物资。虽然台风的风眼中心没有直接从岛上经过，但风眼墙还是在全岛范围产生狂风暴雨。岛上的最大持续风速估计为每小时120公里，安德森空军基地还测得167公里的阵风时速。阿普拉港的阵风时速更高，达170公里，估计局部地区还有可能高达200公里。风暴对关岛的影响同之前的楚克州类似，同样产生暴雨，降雨量最高的阿尔玛戈沙山达536毫米，同一间气象站在约3小时内就测得311毫米雨量。美国国家气象局驻关岛办事处测得的24小时降雨量也有265毫米。关岛北部的降雨量不足250毫米，但风眼经过的南部山区雨量最高。途经关岛期间，台风还产生强烈风暴潮，并以乌美德（Umatac）最高，达3.6米。
关岛各地都受到狂风破坏，特别是木质或质量欠佳的建筑物，以及许多建筑的屋顶，共有1996幢房屋不是被毁就是严重受损。建筑质量好的民房在风暴期间表现完好，只有少量窗户受损。狂风还致使多条电缆中断，引起全岛范围停电。约翰·F·肯尼迪高中的足球场和图书馆受到破坏。台风产生的暴雨造成的影响最大，部分地区出现山体滑坡，多条河流水位超过正常水平，有14个监测站所测水位或流量创下新纪录，其中托拉尤斯河的波峰有8.55米高，刷新岛上原有纪录。风暴期间有两个水压计被毁。河流水位暴涨，导致多条道路受损，树木也被冲走，还导致地面侵蚀。岛上最大的菲娜湖被气旋引发的洪水污染，军事基地的供水因此受到持续数天的影响。此外，全岛110口水井有34口失效。洪灾还导致一幢建筑被毁，安东尼奥·汪帕特国际机场的跑道受损，伊纳拉汉（Inarajan）附近还有桥梁受到破坏。受大浪和大雨影响，土壤变得湿软，岛上有少量棕榈树倒塌。部分倒塌的树木砸中汽车，幸而风速还不足以将车推倒。关岛部分海拔较高的地区因狂风致使农作物遭受重创，但总体程度不及预期，估计损失数额在50万美元左右。阿普拉港有5艘船在大浪冲击下搁浅或沉没，美国海军的一艘驳船漏油39万7000升。关岛一共因这场台风受到价值约6000万美元的财物损失，另有23人受伤，但伤势都不重。

### 其它地区

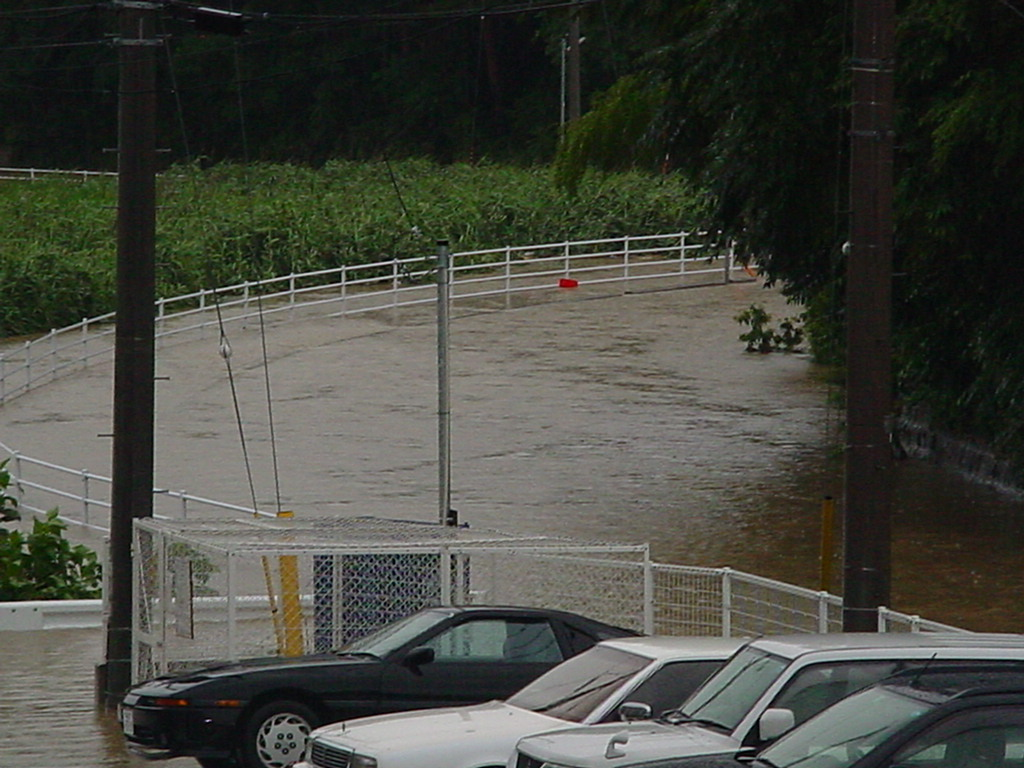
查特安在郡山市引发洪灾

关岛以北的罗塔岛也受到气旋影响，岛上机场的持续风速为每小时74公里，阵风时速则达120公里。岛上降雨量同台风沿途其它地区相比远远不及，罗塔国际机场测得的24小时降雨总量为38.6毫米。风暴对岛上农作物和渔业造成沉重打击，60%的农民颗烂无收。查特安还令罗塔岛多条道路受损，其中许多都是因树木倒塌引起。此外，岛上还有9幢棚屋被毁，损失总额估计为270万美元。
台风同强烈热带风暴娜基莉产生的能量令菲律宾上空的季风性湿气增强。两场风暴共同影响，产生的暴雨引发洪灾和山体滑坡，多条道路和高速公路被迫封闭。大浪将一艘船打翻，船上3人遇难。气旋在菲律宾一共摧毁566套房屋，另有2363套受损，共3万1813人被迫疏散到184间政府开设的避难所。菲律宾的学校在查特安来袭期间停课，多所学校用于充当临时避难所。该国遭受的损失数额超过150万美元（6400万菲律宾披索），共有58人死于洪灾。
日本是查特安袭击的最后一站。面对台风威胁，该国有316架次航班和150趟列车被迫取消，静冈到东京之间的高速公路关闭。全国有至少396所学校关闭，横滨海湾之星和养乐多燕子之间的棒球赛也因天气恶劣取消。丰田公司临时关闭国内的大部分工厂。日本全国普降暴雨，共有1万零270套房屋被淹，约14万5000人被迫疏散，降雨量最高的岐阜县达509毫米。洪水致使338处路段受损，至少10座桥梁被毁。受河水泛滥影响，大垣市约有15万人撤离。暴雨在日本引发数百起山体滑坡，其中有两起各导致1人丧生，另外还有至少3人因洪灾遇难。八丈岛是台风在日本产生风速最高的所在，约为每小时97公里。堺市有20幢房屋被狂风刮伤。虽然查特安是在距东京不足102公里洋面掠过，但该市的风雨都很小。气旋共计摧毁21户民居，另有239套受到一定程度破坏。日本各地共有258.6平方公里庄稼在风暴期间被毁。台风一共导致日本6人死亡，1人失踪，另有30人受伤，总体经济损失约为5亿美元（2002年的590亿日圆）。风暴期间，雅虎日本的点击量达到创纪录的3億5900万次，其中大部分是人们通过该网站查询天气信息。

## 名称退役
由于这场风暴造成大量人员伤亡和重大财产损失，世界气象组织将其名称“查特安”退役，用来替换的新名称是麥德姆（Matmo），于2008年首度启用。如果某场风暴造成非同寻常的严重损失或重大人员伤亡，世界气象组织成员国可以请求将风暴的名称退役，今后为热带气旋命名时就不会再使用这些名称。“查特安”成为日本气象厅自21世纪开始为太平洋台风命名以来，第一个对名称来源国及其代管责任区造成严重灾害而被其名称来源国本国提出除名的风暴名称。菲律宾大气地球物理和天文服务管理局则出自政治因素考量于2005年将名称“格洛丽亚”（Gloria）退役，以“格伦达”（Glenda）取代。这主要是因为在任总统格洛丽亚·马卡帕加尔-阿罗约在2004年一场存在争议的选举中获胜所致。

## 善后

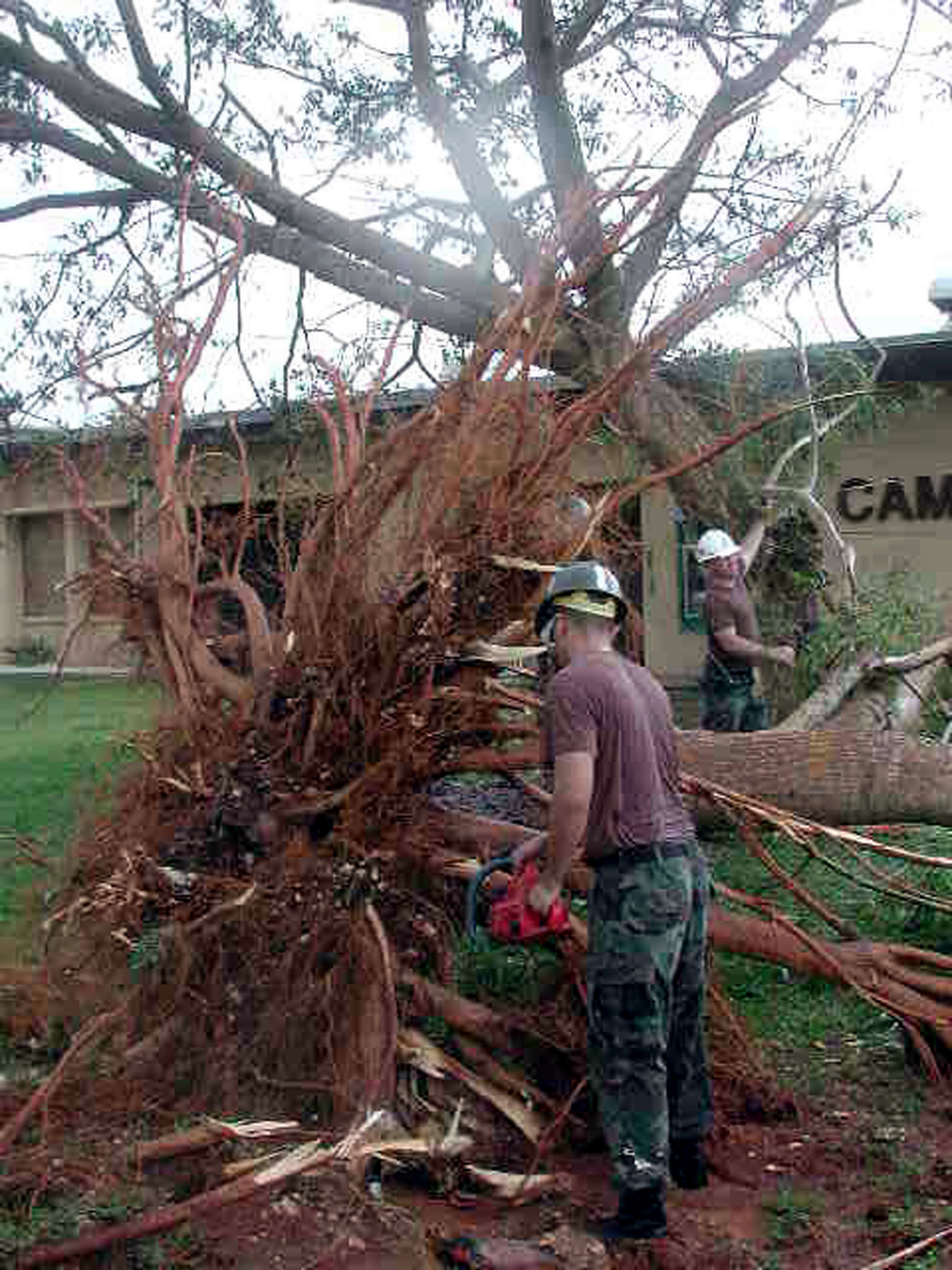
关岛上被推倒的树木

查特安袭击楚克州后，该岛居民急需食品、衣服和药品。岛上庄稼所剩无几，树上的大部分面包果都被刮落，没有被风暴摧毁的水果也遭寄生虫破坏。气旋过后几天里，当地红十字分会派出约100名志愿者寻找被山体滑坡掩埋的灾民。风暴过后洪水持久不退，救灾工作因此受阻。死亡人数起初缺乏统计，报道中担心全州可能有数百人丧生。楚克州有6人因伤势严重而转送夏威夷州的女王医疗中心救助，救援人员起初还打算将他们送到关岛纪念医院，但因该院病患满号而改道夏威夷。约有2000名受风暴影响的居民暂时住进政府开设的避难所。红十字会向灾区运送包括雨衣、饮用水在内的多种救灾物资。截至7月4日，楚克州的供电系统和机场都已恢复运作。虽然风暴过去后岛上食品暂且充足，但由于损失了大量农作物和牲畜，楚克州一度面临长期食品短缺。
7月3日气旋经过期间，楚克州州长宣布该州进入紧急状态，请求国际社会伸出援手。7月9日，日本政府向密克罗尼西亚联邦赠送价值8万7000美元（相当于1000万日圆）的物资，其中包括1000张毛毯和10台发电机。两天后，美国总统乔治·沃克·布什宣布楚克州为灾区。此时距密克罗尼西亚联邦总统李奥·法尔卡姆向布什呈请已经过了6天，不过法尔卡姆在文书工作程序方面存在失当之处。密克罗尼西亚联邦不属美国州份，而是同美国签订《密美自由联系条约》的独立国家，由美国提供国防支持和救灾援助，这样联邦紧急事务管理局就不能在查特安过境后的第一时间伸出援手。布什作出灾区宣告前，关岛有多名医生飞抵楚克州，向灾民提供医疗救助。7月11日，以色列政府向密克罗尼西亚联邦赠送价值5000美元的药品。次日，澳大利亚明爱慈善团体送来价值2万美元的饮用水和食品。密克罗尼西亚联邦其他地区居民也捐出衣物和食品。澳大利亚政府赠送1万美元用于补充应急物资，国际红十字会也拨出2万美元紧急救灾款。中华人民共和国政府赠送价值3万美元的援助物资。7月30日，联邦紧急事务管理局宣布楚克州居民及企业主可以向该局申请个人援助，包括低息贷款以及用于住房和修复的款项。不过，楚克州以外受灾不算严重的其它岛屿居民的同类申请不会获批，因为联邦紧急事务管理局的资金只能用于将受灾地区恢复到灾前水平。最终联邦紧急事务管理局共计提供了9万3000升饮用水、1300张毛毯，4万5360公斤稻米、1万1328份野战口粮及其它多种物资。该机构共计向楚克州拨款1060万美元，其中大部分都是用于购买物资的个人援助款项。查特安过去后，楚克州还受到台风凤仙和台风卢碧袭击，联邦紧急事务管理局共向当地拨款不到500万美元，但经2006年的审计发现，这其中很可能有44万5000美元资金被浪费。
风暴过境数天后，关岛有数千人暂时住进政府在岛上各地学校设置的避难所，总人数到7月10日时已达3947。关岛总督在气旋过后宣布岛上进入紧急状态，总统布什于7月6日宣布关岛为重大灾区，此举令岛上的垃圾清理和其它应急服务获得联邦拨款资助。一周后，岛上所有灾民都可以申请个人援助金。受查特安产生的大量降水影响，菲娜湖水库在台风过后因大量泥沙沉积而无法对外供水，直到7月19日才恢复，此时距风暴登陆已过了15天。水库重新开放前，关岛自来水管理局每天不定时向全岛限量供水。风暴过去1个月后，政府部门仍然呼吁居民将水煮沸后再饮用，以防万一。查特安过境仅5天后，关岛又受到台风夏浪的袭击，引起更大范围停电。由于电力企业工作人员需要先修复主要线缆，再转至各分线路，岛上部分地区的停电情况持续超过1周。到7月19日时，仍有23%的停电区域尚未恢复，其中大部分是边远地区。不过这天垃圾收集服务已经恢复，政府开设的避难所则已关闭。。7月下旬，洪水带走的垃圾将两条河流堵塞。截至8月19日，共7处受到阿普拉港原油泄露污染的地点已有3处清理完毕。九一一袭击事件发生后，关岛的旅游业收入一直在下滑，查特安过后的几个月里，这种情况愈发严峻。联邦紧急事务管理局最终一共向关岛提供7300万美元援助，其中1000万提供给5947位居民用于住房检查，还有7万9814位居民获得价值650万美元的食品券。该局还拨款1000万美元用于垃圾清理和公共建筑重建。8月7日，布什总统宣布罗塔岛为灾区，为岛上垃圾清理提供资金。2002年12月，台风凤仙重创关岛，引起更严重的洪灾和破坏。